# Belcher (Luisiana)
Belcher es una villa ubicada en la parroquia de Caddo en el estado estadounidense de Luisiana. En el Censo de 2010 tenía una población de 263 habitantes y una densidad poblacional de 65,13 personas por km².

## Geografía
Belcher se encuentra ubicada en las coordenadas 32°45′8″N 93°50′14″O / 32.75222, -93.83722. Según la Oficina del Censo de los Estados Unidos, Belcher tiene una superficie total de 4.04 km², de la cual 4.04 km² corresponden a tierra firme y (0%) 0 km² es agua.

## Demografía
Según el censo de 2010, había 263 personas residiendo en Belcher. La densidad de población era de 65,13 hab./km². De los 263 habitantes, Belcher estaba compuesto por el 68.82% blancos, el 25.1% eran afroamericanos, el 0% eran amerindios, el 0% eran asiáticos, el 0% eran isleños del Pacífico, el 3.42% eran de otras razas y el 2.66% pertenecían a dos o más razas. Del total de la población el 6.08% eran hispanos o latinos de cualquier raza.